# Annona urbaniana
Annona urbaniana är en kirimojaväxtart som beskrevs av Robert Elias Fries.
Annona urbaniana ingår i släktet annonor och familjen kirimojaväxter. Inga underarter finns listade i Catalogue of Life.